# Pseudozelota mima
Pseudozelota mima är en skalbaggsart som först beskrevs av Stefan von Breuning 1938.  Pseudozelota mima ingår i släktet Pseudozelota och familjen långhorningar. Inga underarter finns listade i Catalogue of Life.